# Ріска
Рі́ска (англ. Risca, валл. Rhisga) — місто на південному сході Уельсу, в області Карфіллі.
Населення міста становить 20 219 осіб (2001).